# الفان القبلی
الفان القبلی (به عربی: الفان القبلی) یک روستا در سوریه است که در حماه واقع شده‌است. الفان القبلی ۹۷۴ نفر جمعیت دارد.